# Campylandra lichuanensis
Campylandra lichuanensis là một loài thực vật có hoa trong họ Măng tây. Loài này được (Y.K.Yang, J.K.Wu & D.T.Peng) M.N.Tamura, S.Yun Liang & Turland mô tả khoa học đầu tiên năm 2000.